# (17799) Petewilliams
(17799) Petewilliams (1998 FC64) – planetoida z pasa głównego asteroid okrążająca Słońce w ciągu 4,52 lat w średniej odległości 2,73 j.a. Odkryta 20 marca 1998 roku.